# Abbot Hall Art Gallery
Abbot Art Gallery est un musée et une galerie situé à Kendal, au Royaume-Uni.

## Œuvres dans les collections
- Julian Barrow (1939-2013), Le lac Ullswater dans le comté de Cumberland, huile sur toile.
- Triptyque représentant Lady Anne Clifford et sa famille intitulé The Great Picture, attribué à Jan van Belcamp